# ウィリアム・ロングスピー (第3代ソールズベリー伯)

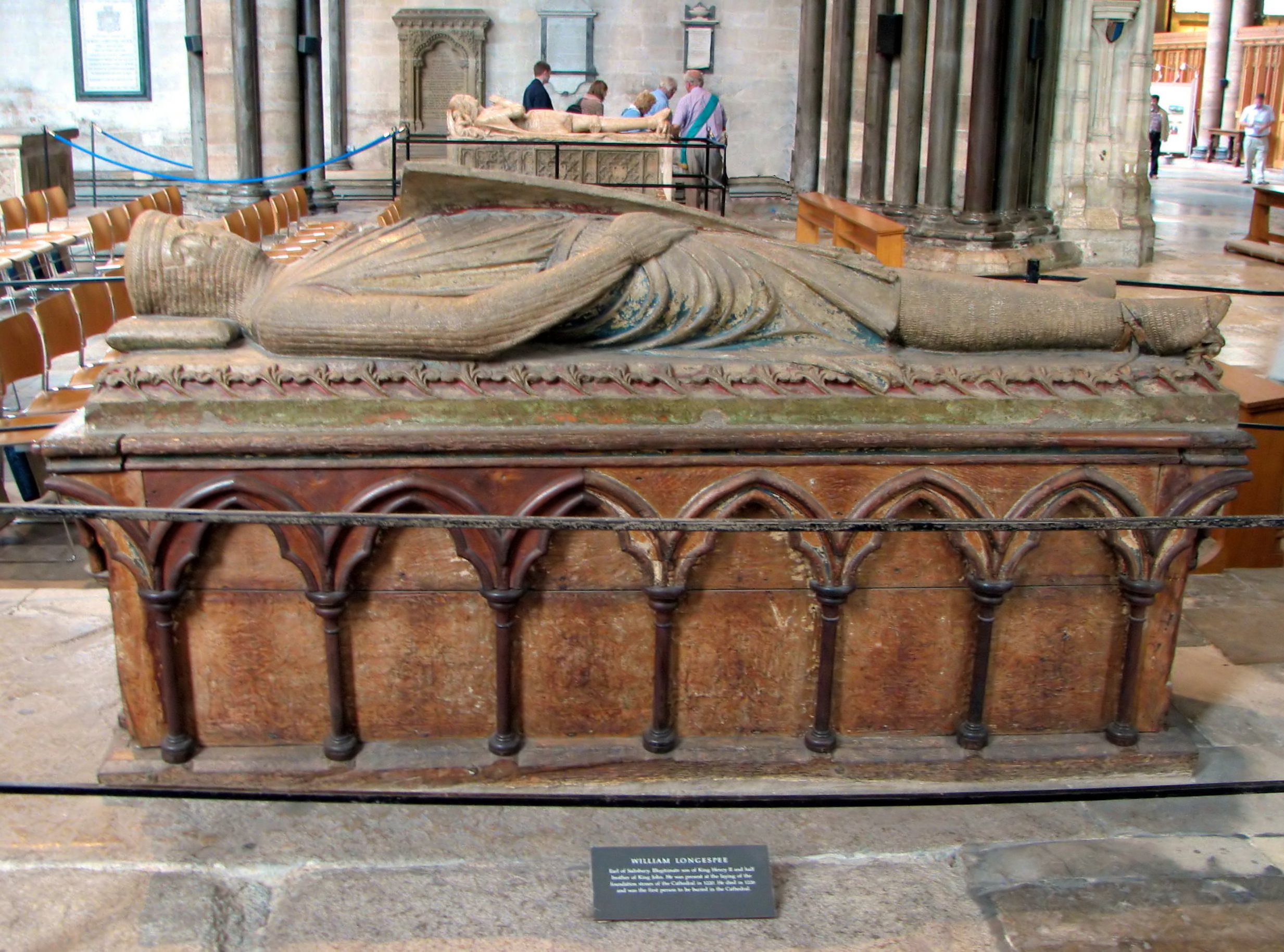
ウィリアム・ロングスピーの墓（ソールズベリー大聖堂）

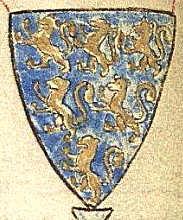
マシュー・パリス（1259年没）作のロングスピーの紋章：青地に、3、2、1の配置で6頭の金の立ち姿のライオン。ソールズベリー大聖堂にあるロングスピーの墓像の盾に彫られている。

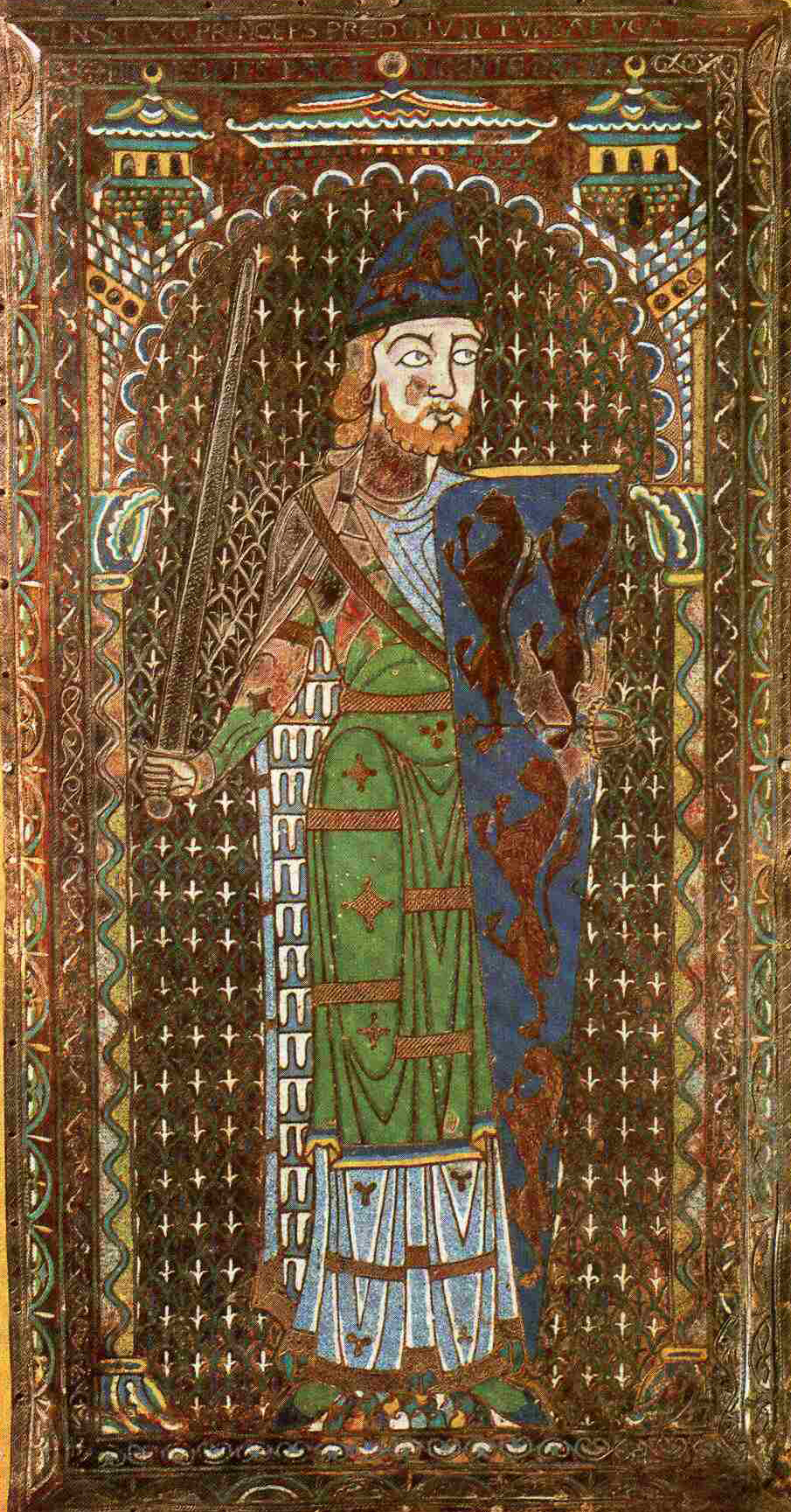
ウィリアムの父方の祖父、アンジュー伯ジョフロワ5世は、青地の盾に3,2,1の配置で6頭の金の立ち姿のライオンが立ち上がる原紋章を描いた。これはソールズベリー大聖堂にあるロングスピーの盾に描かれているのと同じ紋章である（ル・マン大聖堂にある墓から出土したエナメル画）。

第3代ソールズベリー伯ウィリアム・ロングスピー（William Longespée, 3rd Earl of Salisbury, 1167年ごろ - 1226年3月7日）は、アングロ＝ノルマン貴族で、ダンメの戦いでイングランド軍を指揮したこと、そして異母兄弟であるジョン王の死の直前まで忠誠を誓い続けたことで特に記憶されている。愛称「ロングスピー」（「長い剣」の意、ラテン語でde Longa Spatha）は、その長身と、使用した長い剣に由来すると考えられている。

## 生い立ち
ウィリアムはイングランド王ヘンリー2世の庶子として生まれた。ウィリアムの母は長年不明であったが、ウィリアムが作成した特許状に「Comitissa Ida, mater mea（イダ伯爵夫人、我が母）」と記されたものが発見された。これは、名門トニー家の出身で、1181年に第2代ノーフォーク伯ロジャー・ビゴッドと結婚したイダ・ド・トニーのことである。
1188年、ウィリアムはヘンリー2世の子と認められ、リンカンシャーのアップルビー領を与えられた。8年後、異母兄弟のリチャード1世は、第2代ソールズベリー伯ウィリアムの唯一の娘で、第3代ソールズベリー女伯となったエラ・オブ・ソールズベリーと結婚させた。これにより、ウィリアムはソールズベリー伯位と領地を与えられた。
ジョン王の治世中、ウィリアムは数々の重要な儀式に宮廷で出席し、ウィルトシャー長官、ガスコーニュ副官、ドーバー軍司令官、五港長官、そして後にウェールズ国境地帯の長官など、様々な役職を歴任した。1213年頃にはケンブリッジシャーとハンティンドンシャーの長官に任命された。

## 軍歴
特許状の証人名簿によると、ウィリアムはフランス王フィリップ2世が十字軍遠征に出ている間にリチャード1世が奪取した領土の奪還のため行われた遠征の間、ノルマンディーに滞在していた。1205年、ジョンによる本格的な遠征計画が潰えた後、ウィリアムはジョンの庶子ジェフリーと共に小規模な騎士部隊を率いてポワトゥーに派遣された。ウィリアムは1210年から1212年にかけて行われたウェールズおよびアイルランド遠征の指揮官であり、1210年に国王がイングランドへ出発した際には、ノリッジ司教ジョン・ド・グレイと共にアイルランド総督に任命された。また国王はサフォークにおいてアイ領も与えた。
1213年、ウィリアムは大艦隊を率いてフランドルへ向かい、ダムまたはその付近に停泊していたフランス侵攻艦隊の大部分を拿捕または撃破した。これにより侵略の脅威は終結したが、イングランドとフランスの争いは終結しなかった。1214年、ウィリアムはフランスに侵攻していたイングランドの同盟国、ドイツ王オットー4世の援軍として派遣された。同年、ブーヴィーヌの戦いで惨敗を喫したウィリアムは、軍の右翼を指揮したが、ボーヴェ司教フィリップ・ド・ドルーにメイスで殴打され、捕虜となった。
ジョンがイングランドに帰国した頃には、貴族たちの間で反乱が起こりつつあった。ウィリアムはジョンに忠誠を誓い続けた数少ない人物の一人であった。マグナ・カルタ調印の翌年に起こった内戦において、ウィリアムは南部における王軍の指揮官の一人となった。ウィリアムは再びウィルトシャー長官に任命され、今度は亡くなるまで務めた。しかし、フランス王ルイ8世が反乱軍の同盟者として上陸すると、ウィリアムはルイ8世側に寝返った。おそらく、ジョンの大義は失われたと考えたとみられる。
ジョンの死とルイ8世の退去後、ウィリアムは他の多くの貴族と共に、ジョンの幼い息子、すなわちイングランド王ヘンリー3世側に加わった。ウィリアム・マーシャルと共にリンカーン城の包囲を解き、サンドイッチの戦いで勝利した後、ウィリアムは（現在のサマセット長官の職に加えて）リンカンシャー長官とリンカーン城の城代にも任命された。国王が未成年の間、ウィリアムは政府で影響力のある地位を占め、ガスコーニュで戦い、イングランド大陸の残りの領土の確保に貢献した。ウィリアムは1217年にデヴォン長官、1224年にスタッフォードシャーとシュロップシャーの長官に任命された。ウィリアムの船は1225年にイングランドへ戻る途中、嵐でほぼ失われ、ウィリアムはフランスのレ島の修道院で数か月間避難した。

## 死
ウィリアムはイングランドに帰国後まもなくソールズベリー城で亡くなった。マシュー・パリスが語った、ヒューバート・ド・バラによって毒殺されたという話は、歴史家マシュー・ストリックランドによって「紛れもない虚偽」とされた。ウィリアムはソールズベリー大聖堂に埋葬された。
1791年にウィリアムの墓が開かれた際、ネズミの死骸が発見された。

## 肖像
1756年に作られたソールズベリーのテラコッタ像は、イングランド、ウィルトシャー州ラコックにあるラコック修道院の大広間に展示されている。妻エラの肖像も展示されており、他にも子供たちを描いたと思われる肖像画がいくつか展示されている。

## 文化
アイルランドの作家トマス・リーランドによる1762年の小説『ロングソード』はウィリアムの生涯を基にして描かれ、この作品から1767年にロンドンのヘイマーケット劇場で初演されたハートソン・ホールによる演劇『ソールズベリー伯爵夫人』が生み出された。

## 子女
ウィリアムとエラの間には、以下の子女が生まれた。
- ウィリアム2世（1212年頃 - 1250年）[7] - ソールズベリー伯と呼ばれることもあったが、母エラより先に亡くなったため、法的にその称号を名乗ることはなかった。エラは1261年に亡くなるまで伯位を保持していた。ウィリアム2世はイドワーヌ・ド・カンヴィルと結婚した[18]。
- スティーブン（1260年没）- ガスコーニュ長官、アイルランド司法長官。初代アルスター伯ヒュー・ド・レイシーの未亡人であるエメリン・ド・リデルスフォードと結婚した。
- リチャード - ソールズベリーの律修司祭
- ニコラス（1297年没）- ソールズベリー司教[19]
- イザベル - サー・ウィリアム・ド・ヴェシと結婚
- エラ - 最初に第6代ウォリック伯トマス・ド・ボーモンと結婚し、その後フィリップ・バセットと結婚したが子供は生まれなかった[20]。
- イダ - 最初にダドリーのラルフ・ド・ソメリーと結婚したが子供は生まれなかった。次にベッドフォード男爵ウィリアム・ド・ビーチャムと結婚し、7子をもうけた[注釈 3]。
- メアリー - 結婚したが子供は生まれなかった。
- パーネル